# Blovice
Blovice (deutsch Blowitz) ist eine Kleinstadt im Okres Plzeň-jih, Tschechien. Die ehemalige Bezirksstadt liegt am Fluss Úslava und ist Zentrum der Gemeindevereinigung Úslava. Die Katasterfläche beträgt 2895 Hektar.

## Geschichte
Die Gegend war bereits zur Steinzeit besiedelt, die erste Besiedlung im Mittelalter erfolgte durch Slawen. Die erste schriftliche Erwähnung stammt von 1284. Damals war Blovice (früher auch Blobitz, Blewicz, Blowicz, Blouicz) ein Marktflecken und gehörte zu dem Zisterzienserkloster in Pomuk. 1420 wurde das Dorf an die Herren von Schwamberg verpfändet im 15. Jahrhundert an die von Sternberg. Zdeněk Konopišťský ze Šternberka erreichte 1465 bei König Georg von Podiebrad die ersten Privilegien der Stadt. Im 16. Jahrhundert ging das Städtchen durch einige Hände, bis es Anfang des 19. Jahrhunderts Hans Kolovrat erwarb, ein Verfechter der böhmischen Kultur und des böhmischen Nationalgedankens.

## Ortsgliederung
Zur Stadt Blovice gehören die Ortsteile Bohušov (Bauschen), Hradiště (Steinradisch), Hradišťská Lhotka (Lhotka b. Steinradisch), Hradišťský Újezd (Aujest bei Blowitz), Komorno (Komorn), Stará Huť (Eisenhütten), Štítov (Stittau) und Vlčice (Wildschitz).

## Politik
Blovice unterhält Städtepartnerschaften mit folgenden Orten
- Teublitz, Deutschland
- Triptis, Deutschland

## Kultur und Sehenswürdigkeiten
- Kirche des hl. Johann Evangelista (1760–1767)
- Jüdischer Friedhof (1683)
- Schloss Hradiště (1704) in dem das regionale Museum (Muzeum jižního Plzeňska) siedelt

## Persönlichkeiten
- Heinrich Opper, genannt „Henri Opper de Blowitz“ (1825–1903), Journalist, „König der Reporter“, geboren in Blovice
- František Raušar (1857–1941), Schulrektor, örtlicher Volkskundler und Gründer des Museums
- František Jaroslav Vacek-Kamenický (1806–1869), Priester, Lyriker, wirkte in Blovice
- Vojtěch Mikuláš Vejskrab Bělohrobský (1839–1869), örtlicher Lehrer, Dichter, Musiker, geboren in Blovice